# جوسی ولز یاغی
جوسی ولز یاغی (انگلیسی: The Outlaw Josey Wales) فیلمی در ژانر وسترن است که در سال ۱۹۷۶ منتشر شد.

## بازیگران
- کلینت ایستوود
- چیف دن جورج
- سوندرا لوک